# Concarneau
Concarneau település Franciaországban, Finistère megyében. Lakosainak száma 20 632 fő (2022. január 1.). Concarneau Saint-Yvi, La Forêt-Fouesnant, Melgven és Trégunc községekkel határos.

## Népesség
A település népességének változása:
| Lakosok száma | 18 867 | 19 182 | 19 898 | 19 050 | 19 502 | 19 816 | 20 209 | 20 607 | 20 632 |
|               | 2013   | 2015   | 2016   | 2017   | 2018   | 2019   | 2020   | 2021   | 2022   |